# Higham on the Hill
Higham on the Hill – wieś w Anglii, w hrabstwie Leicestershire, w dystrykcie Hinckley and Bosworth. Leży 22 km na południowy zachód od miasta Leicester i 147 km na północny zachód od Londynu. W 2001 miejscowość liczyła 866 mieszkańców.